# Ilyushin Il-2
O Ilyushin Il-2 (Cirílico Илью́шин Ил-2) foi uma aeronave de ataque ao solo (Sturmovik) na Segunda Guerra Mundial, produzido pela extinta União Soviética (URSS) em grande escala. Em combinação com seu sucessor, o Ilyushin Il-10, um total de 42 330 foram construídos, sendo desta forma a aeronave militar mais produzida de toda a história, estando entre as aeronaves mais produzidas do mundo, junto com o avião civil  Cessna 172 e o biplano soviético Polikarpov Po-2, visto algumas vezes lado a lado com o Il-2 nas linhas de frente. O Shturmovik é considerado o melhor avião de ataque ao solo da Segunda Guerra Mundial. Era excelente contra tanques de guerra com sua precisão quando bombardeava em mergulho, além da possibilidade de penetração de seus projéteis na fina blindagem na parte de cima do tanque.
Para os pilotos do Il-2, a aeronave era conhecido como o diminutivo "Ilyusha". Para os soldados em solo, era conhecido como "Corcunda", "Tanque voador" ou ainda "Soldado de infantaria voador". Entretanto, ficou conhecido após a guerra como "Bark". O Il-2 teve participação crucial na Frente Oriental. Joseph Stalin também reconheceu o Il-2 de sua própria e inimitável maneira: quando a produção de uma fábrica em particular estava atrasada em suas entregas, Stalin enviou um telégrafo com palavras duras ao gerente da fábrica, declarando que "Essas aeronaves são tão essenciais para o Exército Vermelho quanto o ar e pão." 

## Projeto e desenvolvimento

### Origens

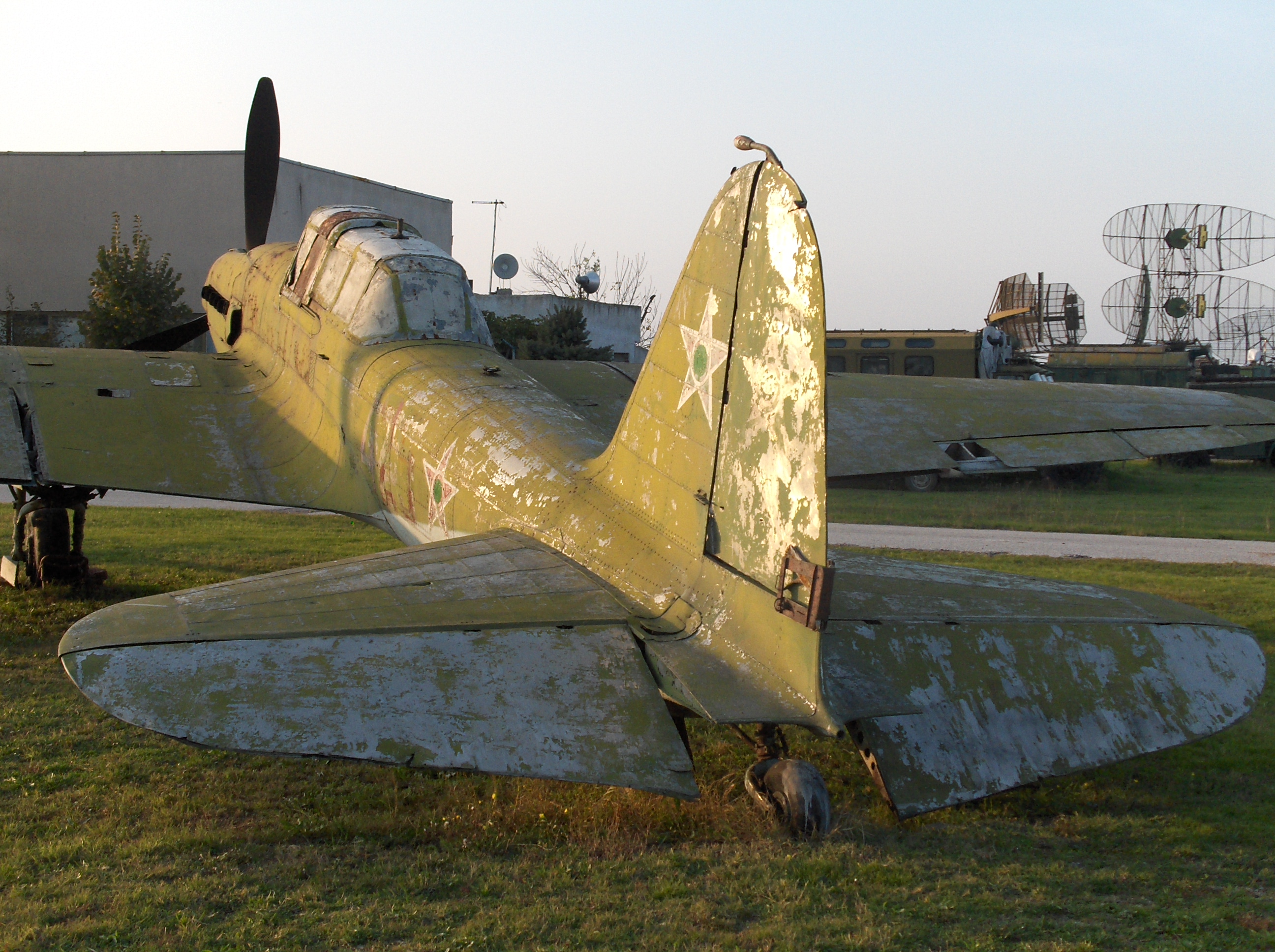
Il-2M no Museu Nacional de Aviação em Krumovo, Bulgária

A ideia de uma aeronave de ataque ao solo blindada já vinha do começo dos anos 1930, quando Dmitry Pavlovich Grigorovich projetou os biplanos blindados TSh-1 e TSh-2. Entretanto, os motores soviéticos da época não tinham potência suficiente para prover energia suficiente para aeronaves pesadas, para se alcançar uma boa performance. O Il-2 foi projetado por Sergey Ilyushin e sua equipe em 1938. O protótipo, TsKB-55 foi uma aeronave de dois assentos com uma blindagem pesando 700 kg, protegendo a tripulação, o motor, radiadores, e o tanque de combustível. Carregado, o Ilyushin pesava mais de 4 700 kg, sendo o peso da blindagem cerca de 15% do peso total da aeronave. Aeronave utilizada exclusivamente na Segunda Guerra Mundial, e projeto de fuselagem dianteira similar ao alemão Junkers J1, foi construída inteiramente de metal, a blindagem do Il-2 foi projetada como parte da estrutura monocoque da Ilyushin, desta forma reduzindo consideravelmente o peso. O protótipo TsKB-55, que voou pela primeira vez em 2 de Outubro de 1939, ganhou a competição contra o Sukhoi Su-6 e recebeu a designação da Força Aérea Soviética como BSh-2. Os protótipos - TsKB-55 and TskB-57 - foram construídos na fábrica nº 39 em Moscou, onde era a base da engenharia da Ilyushin na época.
O BSh-2 era pesado demais e tinha potência de menos, com o motor Mikulin AM-35 de 1 022 kW (1 370 hp) projetado para dar sua potência máxima em altas altitudes. por este motivo, foi reprojetado como TsKB-57, um projeto mais leve com um único assento, com o mais potente Mikulin AM-38 com 1,254 kW (1 680 hp), uma melhoria do AM-35 otimizado para operação em níveis mais baixos. O TsKB-57 voou pela primeira vez em 12 de Outubro de 1940. As aeronaves de produção passaram nos testes de aceitação do estado em Março de 1941, e foi então designado como Il-2 em Abril do mesmo ano. As entregas para as unidades em operação começaram em Maio de 1941.

### Descrição técnica
O Il-2 é um monoplano de asa baixa, monomotor à pistão, para dois tripulantes (apenas um nas versões mais antigas), projetados especialmente para operações de "assalto". Sua característica mais notável foi a inclusão de blindagem na fuselagem, protegendo os tripulantes, o motor, radiadores de água e de óleo e também os tanques de combustível.

### Produção
O Il-2 foi produzido em enormes quantidades, se tornando a aeronave militar mais produzida na história da aviação, mas apenas 249 foram construídas quando a Alemanha Nazi invadiu a União Soviética em 22 de Junho de 1941.
A produção no começo foi devagar, pois após a invasão alemã, as fábricas de aeronaves ao redor de Moscou foram movidas ao leste dos Montes Urais. A Ilyushin e seus engenheiros tinham então tempo para reconsiderar os métodos de produção, e apenas dois meses após a mudança, os Il-2 já voltaram a ser produzidos. Entretanto, isso não foi suficiente para Stalin, que chegou a mandar o seguinte telegrama para Shenkman e Tretyakov:
Você decepcionou seu país e o Exército Vermelho. Você tem coragem de não ter fabricado nenhum IL-2 até agora. Nosso exército vermelho precisa do IL-2 como o ar que respira, como o pão que come. Shenkman produz um IL-2 por dia e Tretyakov constrói um ou dois MiG-3 diariamente. Isso é um escárnio para nosso país e para o Exército Vermelho. Peço que não testem a paciência do governo, e solicito que construa mais Il's. Este é meu aviso final. — Stalin
Como resultado, a produção dos Shturmoviks ganharam velocidade rapidamente. A citação de Stalin comparando o Il-2 como pão para o Exército Vermelho tomou conta das fábricas da Ilyushin e logo o exército recebeu seus Shturmoviks em quantidade.

## Histórico operacional

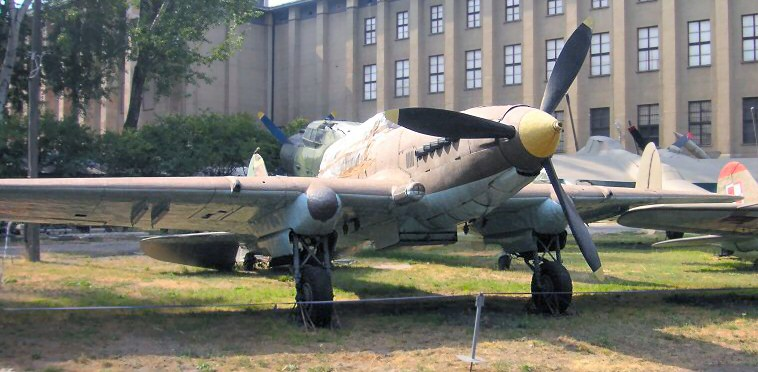
Il-2 no Museu da Força Aérea Polaca em Varsóvia.

### Uso inicial e confusão operacional
A primeira utilização do Il-2 em ação foi com o 4º ShAP (Regimento de Ataque ao Solo), sobre o Rio Berezina dias após o início da invasão. A aeronave era tão nova que os pilotos não haviam recebido treinamento em voo de características da aeronave e táticas de ataque, e a tripulação de solo também não recebeu treinamento para recarregar e abastecer. O treinamento recebido permitiu aos pilotos apenas decolar e pousar, pois nenhum dos pilotos chegou a atirar.[carece de fontes?] Havia 249 Il-2 disponíveis para voo em 22 de Junho de 1941. Nos três primeiros dias, o 4º ShAP perdeu 10 Il-2 por ação do inimigo, e outros 19 foram perdidos por outras causas, e 20 pilotos foram mortos.
Em 10 de Julho, o 4º ShAP tinha apenas 10 aeronaves, de um total de 65 recebidas.

### Novas táticas
As táticas melhoraram quando a tripulação soviética começou a utilizar o poder dos Il-2. Ao invés de aproximar horizontalmente e baixo, a 50 metros de altitude, o alvo era normalmente mantido à esquerda do piloto e era feita uma curva e um mergulho de 30 graus, usando um ataque escalonado de 4 a 12 aeronaves de uma vez. Apesar dos foguetes do Il-2 (RS-82 e RS-132) terem a capacidade de destruir veículos blindados com um único tiro, eles eram tão imprecisos que os pilotos experientes preferiam utilizar os canhões. Outra arma poderosa do Il-2 era o PTAB, um tipo de bomba (protivotankovaya aviabomba, "bomba de aviação anti-tanque"). Eram designados PTAB-2.5-1.5, pois tinham o tamanho de uma bomba de 2,5 kg, mas pesavam apenas 1,5 kg devido ao espaço vazio na bomba. Eram carregados até 192 dessas bombas em quatro carregadores externos ou até 220 se utilizada a parte ventral da fuselagem. A bomba podia facilmente penetrar a blindagem relativamente fina da parte de cima de todos os tanques alemães. Os PTAB's foram utilizados em larga escala pela primeira vez na Batalha de Kursk.
Subsequentemente, o Il-2 foi amplamente utilizado no Frente Oriental. A aeronave conseguia voar em condições de pouca luz e carregar munição suficiente para destruir a blindagem dos tanques Panther e Tiger I. Eram também capazes de se defender contra caças inimigos, abatendo eventualmente um Messerschmitt Bf 109.

### Eficiência como avião de ataque

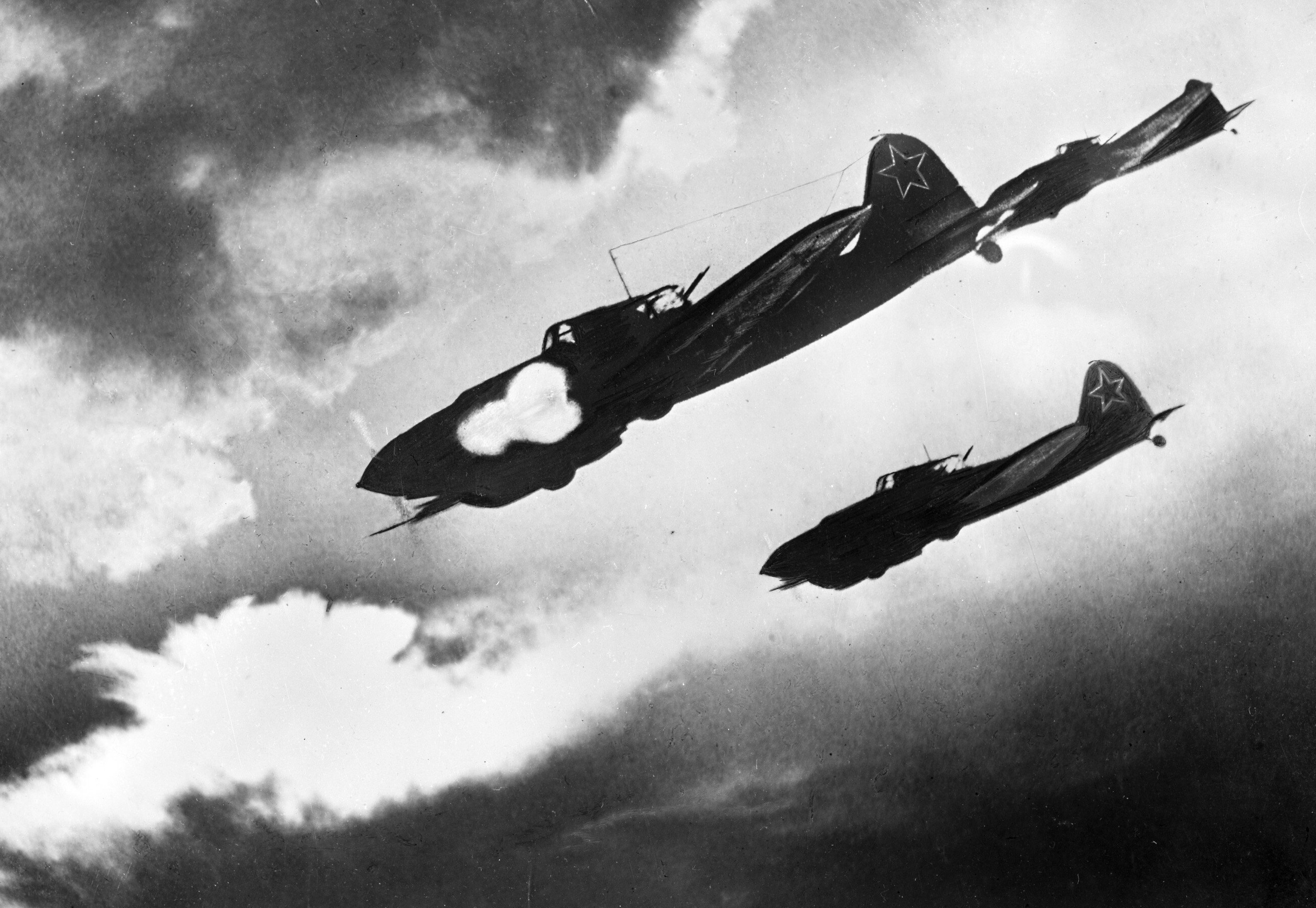
Il-2's soviéticos atacando uma coluna alemã durante a Batalha de Kursk

As verdadeiras capacidades do Il-2 são de difícil determinação das poucas evidências que foram deixadas. W. Liss em Aircraft profile 88: Ilyushin Il-2 menciona o envolvimento da aeronave na Batalha de Kursk em 7 de Julho de 1943, na qual 70 tanques de guerra da 9ª divisão alemã foram destruídas pelo Ilyushin Il-2 em apenas 20 minutos. Entretanto, no dia 1 de Julho de 1943, a 9ª divisão de tanques alemã tinha apenas um total de 83 tanques e veículos blindados disponíveis, que continuou em ação por mais de três meses, com a maioria de seus tanques ainda intactos.
Em outro reporte soviético desta ação, uma publicação soviética afirma que:
As forças em solo são de grande valor para a aviação no campo de batalha. Por muitas vezes os ataques inimigos foram frustrados graças as nossas operações aéreas. Deste modo, em 7 de Julho os ataques de tanques inimigos foram interrompidos na região de Kashara. Aqui, nossas aeronaves de ataque realizaram três poderosos ataques em grupos de 20 a 30, resultando na destruição de 34 tanques. O inimigo foi forçado a interromper novos ataques e recuar com os remanecentes de suas forças ao norte de Kashara.— Glantz and Orenstein 1999, p. 260.
Outros reportes soviéticos sobre a Batalha de Kursk, sugeriam que os Sturmoviks destruíram mais de 270 tanques de guerra e milhares de homens em um período de apenas duas horas contra a 3ª divisão de tanques alemã. Novamente, em primeiro de Julho, pouco antes do início da Operação Cidadela, a 3ª divisão de tanques alemã tinha apenas 90 tanques de guerra e veículos blindados, sendo 180 a menos do que os soviéticos disseram ter sido destruídos pelos Sturmoviks e no dia 11 de Julho, a divisão ainda mantinha 41 tanques de guerra operacionais.

## Tripulação notável
A Tenente sénior Anna Yegorova pilotou 243 missões no Il-2 e foi premiada três vezes. Um destes prémios foi a Estrela de Ouro de Herói da União Soviética, que recebeu como título póstumo no final de 1944, após a terem dado como morta. No entanto, ela conseguiu sobreviver ao aprisionamento em um campo de prisioneiros de guerra alemão. Tenente Júnior Ivan Grigorevich Drachenko, outro piloto do Il-2 , foi supostamente um dos quatro homens que foram condecorados como Heróis da União Soviética e com as três Ordens de Glória.
Outro herói da União Soviética foi T. Kuznetsov, que sobreviveu à queda do seu Il-2 em 1942, quando o foi abatido após uma missão de reconhecimento. Kuznetsov foi capaz de escapar dos destroços e esconder se nas proximidades. Para sua surpresa, um alemão Bf 109 pousou perto do local do acidente e o piloto começou a inspeccionar o Il-2 destruído, possivelmente, para ajudar Kuznetsov ou levar lembranças. Pensando rapidamente, Kuznetsov correu para o alemão de caça e usou-o para voar para casa, apesar de quase ser abatido pelos caças Soviéticos nesse processo.
Tenente Coronel Nelson Stepanyan voou um Il-2 e participou de uma série de batalhas aéreas e missões de bombardeio. Ele foi abatido uma vez, mas conseguiu voltar para a linhas Soviética. Na sua última missão em Liepāja, Letónia no dia 14 de Dezembro, 1944, seu avião foi atingido por fogo antiaéreo e, apesar de ferido, foi capaz de pilotar o seu avião e embater em um  navio de guerra alemão. Fontes Soviética afirmam que Stepanyan completou nada menos que 239 missões de combate, afundado 53 navios, treze dos quais ele fez sozinho, destruiu 80 tanques, 600 veículos blindados, e 27 aviões.

## Variantes
O primeiro protótipo de dois lugares provou ser demasiado pesado para o poder limitado motor AM-35 . Uma nova modificação para uma versão de assento único foi desenvolvido para contrariar as limitações do fraco motor e foi admitido para de combate, sobretudo na fase inicial da guerra na União Soviética. Enquanto a Il-2, provou ser uma arma letal ar-terra, perdas pesadas foram causadas por sua vulnerabilidade a caça inimigos. Consequentemente, em Fevereiro de 1942, design de dois lugares, foi reavivado. A Il-2M, com o cokpit alongado para albergar um artilheiro traseiro, entrou em serviço em Setembro de 1942, o modelo anterior foi, eventualmente, modificado para esta norma. Alterações posteriores incluída uma actualização de 20 mm para 23 mm ou 37 mm canhões, melhorias aerodinâmica, o uso de madeira ala externa, em vez de painéis em metal e maior capacidade de combustível. Em 1943, a Il-2, Tipo 3 ou Il-2m3 foi redesenhado com "seta-asas" que possuíam bordas que foram varridos para trás 15 graus nos painéis exteriores, e quase reta nos bordos de fuga, resultando em uma asa plataforma um pouco como o avião de treino AT-6. Desempenho e mobilidade melhorou bastante desde a mudança resultante da Il-2 do centro aerodinâmico recompensado com a revista "seta asa" para corrigir o problema anterior, e esta se tornou a versão mais comum do Il-2. Um motor radial sobrealimentado, variante do utilizado no Il-2, com o motor Shvetsov ASh-82 foi proposta em 1942 para remediar projetada escassez na linha dos motores Mikulin. No entanto, o ASh-82 foi também utilizado no novo caça Lavochkin La-5 que, efectivamente, garantidos todos os mecanismos disponíveis para o departamento Lavochkin. O motor radial da aeronave Sukhoi Su-2  foi produzido em pequenas quantidades, mas era geralmente considerado inadequado devido à insuficiência de desempenho e a falta de armamento defensivo.
- TsKB-55

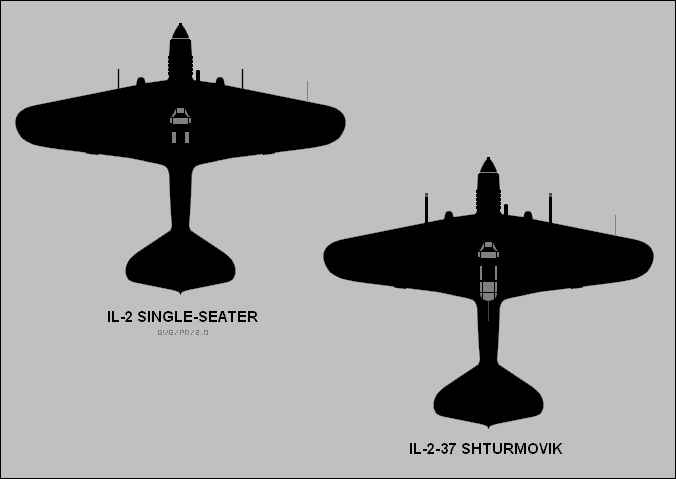
Silhuetas de duas versões do Ilyushin Il-2, esquerda um assento, direita 2 assentos

Protótipo de dois lugares, AM-35 motor, primeiro voo em 2 de Outubro de 1939.
- A BSh-2

designação da VVS  para o protótipo TsKB-55.
- TsKB-57

Protótipo de assento único com motor AM-38 , primeiro voo em 12 de Outubro de 1940.
- Il-2 (TsKB-57P)

Avião produzido em série de assento único com motor AM-38, primeiro voo em 29 de Dezembro de 1940, alguns entregues para as unidades de combate em Maio–Junho de 1941. Renomeado o Il-2, em abril de 1941. Canhões de 20 mm ShVAK ou 23 mm VYa-23 (dependendo do que a fábrica de onde o Il-2 foi fabricado).
- Il-2, de dois lugares

Avião produzido em série de dois lugares com motor AM-38, a primeira ação, em 30 de outubro de 1942, perto de Stalingrad. Máxima da bomba de carga reduzida de 600 kg 400 kg. Usado nas bordas das formações de voo para a defesa contra caças alemães. Rapidamente substituído pelo "Il-2 produção de 1943".
- Il-2 produção de 1943

Referidos no ocidente como o "Il-2M". Alimentado por um actualizado motor AM-38F . Entregue para a frente unidades de início de 1943. Em 1943, a variante de 20 mm ShVAK Il-2 desapareceu, deixando apenas a variante 23 mm VYa.
- Il-2 com NS-37

Referidos no ocidente como o "Il-2 Tipo 3M". Com base em dois lugares Il-2, armados com Nudelman-Suranov NS-37 embutidas sob as asas, em vez dos canhões 20/23 mm , esta versão foi uma tentativa de criar uma aeronave antitanque, usada pela primeira vez em combate durante a Batalha de Kursk. No entanto, a eficácia em combate foi bastante baixa e a produção da variante foi limitado a cerca de 3.500. Além disso, a carga de bomba foi reduzida de 600 kg 200 kg. Ele foi substituído pelo convencional Il-2  armados com cassetes com múltiplas sub-bombas.
- Il-2 produção de 1944 "asa com a seta"

Referidos no Ocidente como "Il-2M3" ou "Il-2 Tipo 3". Como mais duralumínio se tornou disponível para a indústria de aviação Soviética, o Il-2 recebeu um conjunto de painéis de metal asa. Ao mesmo tempo, a ala externa plataforma estava penteado para trás, com uma reta final de borda, uma vez que o centro de gravidade foi deslocado para trás depois do artilheiro ter sido adicionado. A asa alterada recuperou a capacidade de controle da versão de dois-assento do Il-2 de volta para o nível do assento único Il-2.
- Il-2U

Versão de formação, também conhecido como UIl-2.
- Il-2T

Versão com torpedo para a Marinha Soviética, com os canhões VYa-23  removidos para economizar peso, ele foi capaz de carregar um único torpedo de 45 cm (18 pol). Evidentemente, era apenas um projeto como o 23º Regimento de Ataque Aéreo  da Frota do Mar Negro voou regular Il-2M-3s equipados com torpedos como uma modificação no terreno, e que nenhuma dessas aeronaves foram referenciadas nos relatórios de missões em batalha.
- Il-2I

Caça blindado, protótipo. Conceito baseado em vários duelos entre Il-2 e bombardeiros da Luftwaffe. Mostrou inviável devido à sua baixa velocidade, o que faz com que ele só fosse capaz de interceptar bombardeiros mais velhos da Luftwaffe.
- Il-2, M-82

Um projeto de contingência preparado, enquanto plantas de produção dos motores AM-35/AM-38 foram evacuados. Os ensaios demonstraram que com o motor, o desempenho de baixa altitude e controlabilidade eram inaceitáveis.

## Operadores Militares

Ilyushin Il-2 M3 "asa de seta"

República Popular da Bulgária
- Força Aérea da Bulgária - recebeu 120 Il-2 e 10 aviões de treino Il-2U in 1945. Foram operados de 1945 a 1954.[29]

 Exército Popular da Mongólia
- Exército Popular da Mongólia - recebeu 71 Il-2 em 1945. Foram operados de 1945 a 1954.

 Tchecoslováquia

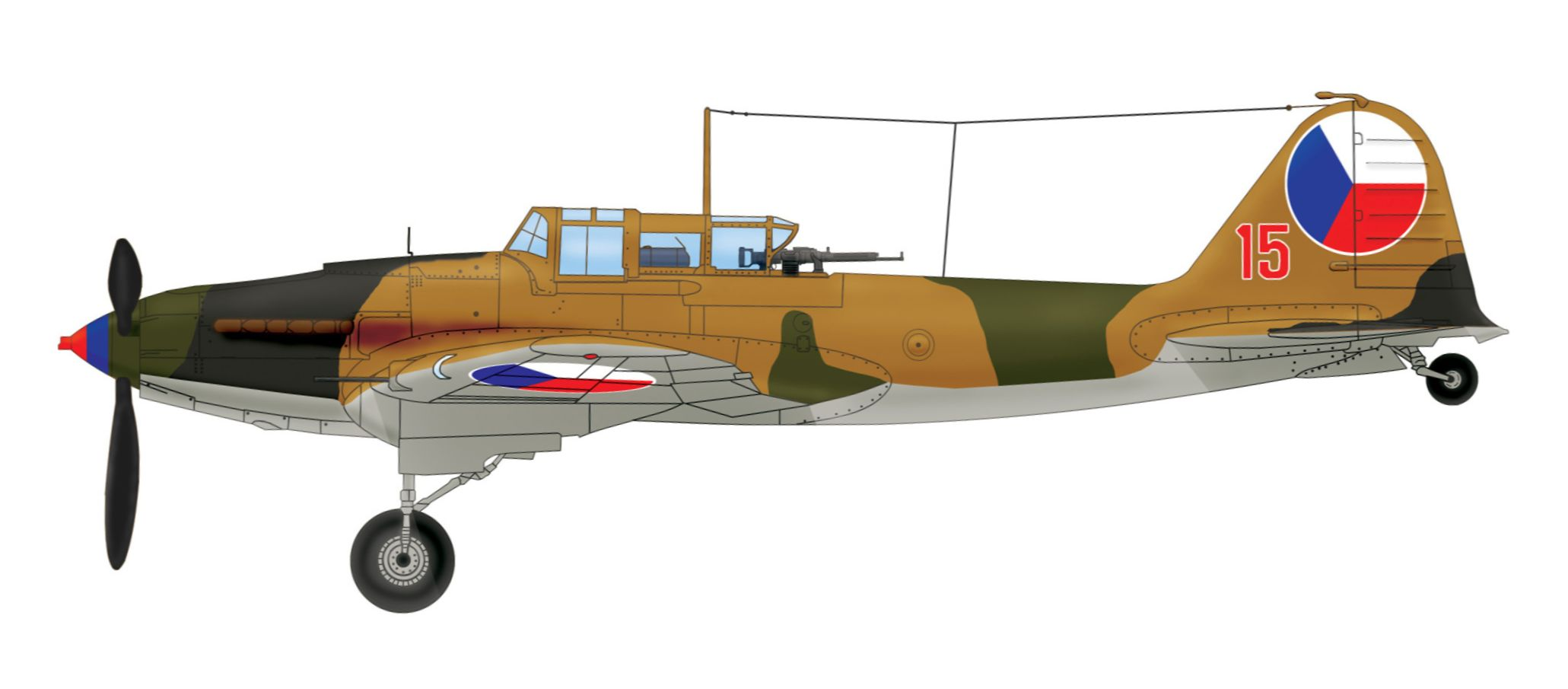
Ilyushin Il-2 do 30º regimento aéreo, 4ª divisão aérea da força aérea da Checoslováquia, 1946

- Força Aérea da Checoslováquia - recebeu 33 Il-2 and 2 aviões de treino Il-2U. Foram operados de 1944 a 1949.[30]

 Polónia
- Força Aérea do exercito Polaco - (após 1947 Força Aérea Polaca) recebeu cerca de 230 Il-2, Foram operados de 1944 a 1946. Todos reformados em 1949.[30]

 União Soviética
- Força Aérea Soviética
- Aviação Naval Soviética

 Iugoslávia
- Força Aérea Jugoslava - recebeu cerca de 213 Il-2, nas versões Il-2M3 e UIl-2 Foram operados de 1944 a 1954.[29]

## Na cultura popular
- o modelo aparece no jogo de 2001 IL-2 Sturmovik .
- o Il-2 aparece no MMO Warthunder.